# Poesia Errante
Poesia Errante é um livro de poemas de Carlos Drummond de Andrade lançado em 1988. Foi publicado pela Editora Record postumamente.